# Andrij Weretynski
Andrij Anatolijowycz Weretynski, ukr. Андрій Анатолійович Веретинський (ur. 9 kwietnia 1981 w Krzywym Rogu) – ukraiński piłkarz, grający na pozycji pomocnika, a wcześniej napastnika.

## Kariera piłkarska

### Kariera klubowa
W 1999 rozpoczął karierę piłkarską w klubie FK Winnica. Również bronił barw drugiej drużyny, zwanej Nywa Winnica. Latem 2000 przeszedł do Podilla Chmielnicki. Na początku 2001 wyjechał do Białorusi, gdzie występował w klubie Wiedrycz-97 Rzeczyca. W maju powrócił do Ukrainy i grał krótko w amatorskim zespole Nywa-Tekstylnyk Dunajowce. Latem 2001 zasilił skład FK Winnica, który w 2003 roku zmienił nazwę na Nywa Winnica. W wyniku problemów finansowych winnicki klub w 2005 zrezygnował z występów na poziomie profesjonallnym i piłkarz przeniósł się do FK Berszad. W drugiej połowie 2006 roku występował w Enerhetyku Bursztyn, a latem 2007 kiedy Nywa Winnica ponownie zgłosiła się do rozgrywek piłkarskich zasilił jej skład. W końcu 2011 zakończył karierę piłkarską. Potem grał jeszcze w zespołach amatorskich.